# Сейненское восстание
Сейненское восстание (пол. Powstanie sejneńskie, лит. Seinų sukilimas) — польское восстание против литовской администрации Сейненщины, которое произошло 23-28 августа 1919 года.

## Зарождение конфликта
После окончания Первой мировой войны Германия обязалась вывести свою армию со всех занятых территорий. В июле 1919 года перед выводом армии немцы передали власть в Сейнах литовским властям. В июле 1919 года Антанта установила демаркационную линию между Польшей и Литвой, известную как линия Фоша. Линия Фоша была согласована с польской военной миссией во главе с генералом Тадеушем Йорданом-Розвадовским в Париже, в то время как литовские представители не были приглашены. 26 июля линия Фоша была принята Конференцией послов в качестве временной границы между двумя государствами. Литовцы не были проинформированы об этом решении до 3 августа. Литовские войска (около 350 человек) 7 августа оставили город Сувалки, но остановились в Сейнах. Ни одна из стран не была удовлетворена. Тогда руководитель Сувалского округа Польской военной организации Адам Рудницкий в вопросе территориальной принадлежности Сейн и Сейненского повета решил использовать силу.

## Ход восстания
Восстание началось в ночь с 22 на 23 августа 1919 года. Одновременно рота подхорунжего Ланкевича ударила на Краснополь. Использовав внезапность, поляки выбили из города литовцев. Также были заняты города Копциово, Вейсее и Лаздияй на литовской стороне линии Фоша. Таким образом значительная часть Сувалкии оказалась под контролем Польской военной организации.
Литовцы усилили свои силы в районе Калварии и Лодзее и утром 25 августа вернулись к демаркационной линии и заняли город Сейны. По польским данным на стороне Литвы принимали участие немецкие добровольцы. Поляки в тот же день снова отбили город. После этого в город вступил 41-й пехотный полк регулярной польской армии, который занял фронт обороны, а повстанцы были включены в его ряды. Последняя попытка литовцев наступать на Сейны случилась 28 августа и закончилась неудачей.
К 9 сентября линия Фоша была занята регулярными войсками и бои прекратились.
Преждевременное начало восстания привело к срыву плана Польской военной организации государственного переворота в Литве и замены правительства Миколаса Слежявичюса более пропольским правительством.